# Polyonyx gibbesi
Polyonyx gibbesi är en kräftdjursart som beskrevs av Haig 1956. Polyonyx gibbesi ingår i släktet Polyonyx och familjen porslinskrabbor. Inga underarter finns listade i Catalogue of Life.